# 威廉·H·怀特
威廉·H·怀特（William Hollingsworth Whyte，1917年—1999年1月12日）是美国社会学家、记者。

## 生平
怀特1917年生于宾夕法尼亚州的西切斯特，毕业于普林斯顿大学，后参加海军陆战队，1946年加入《财富》杂志工作，1999年逝世于纽约市。
怀特1956年写了著名《组织人》（The Organization Man）一书，谈讨了美国大企业的经理阶层的特点。